# 加藤三彦
加藤 三彦（かとう みつひこ、1962年5月5日 - ）は、秋田県横手市（旧平鹿郡大森町）出身のバスケットボール指導者である。

## 来歴

### 選手
大森中時代のポジションはセンター、能代工業高校入学後にガードへ転向。2年でインターハイ・ウィンターカップ2冠、3年では主将として国体も合わせた3冠を経験する。全日本ジュニアにも選ばれる。
筑波大学を経て、秋田いすゞ自動車（現在の横浜ギガスピリッツ）に入社。選手として活躍し全日本のメンバー入りも経験。

### 指導者
1987年、バスケットボール部の横浜移転などにより退社。現役を引退し指導者に転じる。同年、母校である能代工に赴任。バスケットボール部コーチに就任。1990年、監督に昇格。
コーチ・監督を通じチームをインターハイ12回・ウィンターカップ10回・国体7回優勝へと導き、長谷川誠・田臥勇太ら日本を代表する選手を数多く育てた。
1995年から5年間は全日本ジュニアのコーチも務めた。
2000年には「人間力大賞」、2006年には「文部科学大臣優秀教員表彰」を授与されている。
2008年3月、監督を教え子である佐藤信長に禅譲し、能代工を退職。同年4月、日本バスケットボールリーグ（JBL）に参戦するリンク栃木ブレックスのヘッドコーチに就任（3年契約）。しかし、同年11月に就任7カ月、10試合終了時点で更迭された。その時点でのチーム成績は3勝7敗、8チーム中6位。
2009年4月、bjリーグアカデミーのテクニカルアドバイザーに就任。
2010年4月より、西武文理大学サービス経営学部の准教授に就任。2011年4月より同大学に新設されたバスケットボール部の監督に就任する。
なお、能代工の礎を築いた加藤廣志元監督とは縁戚関係はないが（加藤廣志は藤里町出身）師弟関係にある。

## 経歴
選手
- 能代工業高 - 筑波大 - 秋田いすゞ（1985年〜1987年）

指導者
- 能代工業高コーチ（1987年〜1990年） - 能代工業高監督（1990年〜2008年） - リンク栃木ブレックスHC（2008年）-西武文理大学監督(2011年～)